# Immersione in relitto

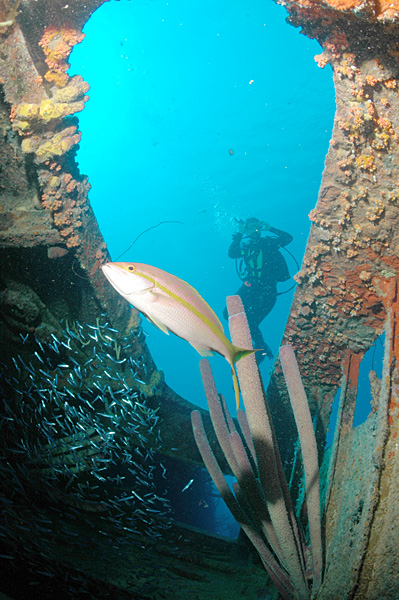
Un subacqueo sul relitto della Hilma Hooker, nelle Antille Olandesi.

Una immersione in relitto è un tipo di immersione subacquea, sia ricreativa che tecnica, che si concentra sull'esplorazione dei relitti.
L'immersione in relitto rende possibile per il subacqueo visitare vestigia del passato: ogni relitto è infatti una testimonianza di un determinato periodo storico o di un accadimento passato. L'esplorazione dei relitti da parte dei subacquei può fornire un notevole contributo alla ricerca degli archeologi e degli storici.

## Motivazioni
Un relitto può attrarre un subacqueo per vari motivi:
- è un ecosistema sommerso artificiale che crea un particolare habitat per vari tipi di creature marine;
- è spesso una struttura ampia[2] con molti punti di interesse esplorabili;
- è spesso testimonianza di eventi passati rilevanti[3];
- sono una specializzazione per alcune didattiche;
- sono parte dei beni storici e possono essere rilevanti per l'archeologia subacquea.

## Addestramento e sicurezza
I relitti possono presentare varie difficoltà da affrontare. Spesso sono avvolti da reti da pesca o strutture fragili che possono cedere inavvertitamente. La penetrazione all'interno di un relitto, molto simile quanto ad accorgimenti all'immersione in grotta, richiede una grande esperienza ed un addestramento avanzato, ed è decisamente differente dalla semplice immersione all'esterno del relitto alla quale possono limitarsi i subacquei ricreativi. Alcuni relitti si trovano a scarsa profondità, ma molti sono oltre i limiti di profondità della subacquea ricreativa, spesso oltre quelli anche dell'immersione profonda.
È consigliabile avere sempre un coltello, che possa essere usato nel caso ci si impigli in qualche corda o rete, e una torcia di riserva nel caso che la fonte di luce primaria si scarichi o si rompa. Nel caso di penetrazione all'interno del relitto è fondamentale avere una sagola ("filo d'Arianna") per ritrovare in seguito la via di ritorno, anche per evitare il disorientamento provocato da eventuali sospensione nell'acqua. Le riserve di gas respirabile vanno calcolate in modo da far fronte ad eventuali problemi (passaggi difficoltosi, ad esempio), e per via del particolare ambiente è necessario prestare particolare attenzione ai movimenti e alla pinneggiata.

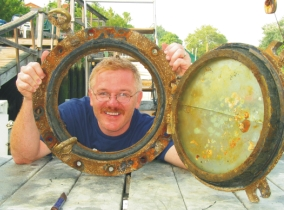
Un subacqueo con un oblò recuperato da un relitto nella New York's Wreck Valley.
(In Italia vi sono specifiche leggi che regolamentano tali recuperi.)

A questo proposito molte didattiche forniscono specifici corsi dedicati all'immersione in relitto, vertendo su argomenti quali la gestione delle riserve di gas o la gestione delle sagole. Altre didattiche invece non dedicano corsi appositi all'immersione in relitto, inserendo nei corsi avanzati apposite sessioni dedicate all'argomento e preparando anche fisicamente il subacqueo all'immersione; alcune didattiche federali insegnano particolari movimenti, adatti allo spostamento in relitto, in modo da evitare il sollevamento di sedimenti.

## Normativa
In Italia l'immersione sui relitti è regolamentata per legge per prevenire razzie e speculazioni derivanti dagli oggetti trovati. I relitti rientrano infatti nel patrimonio culturale e archeologico sommerso, che è tutelato per legge: nelle acque territoriali è obbligatorio segnalare la presenza di eventuali relitti entro tre giorni dal ritrovamento e consegnare eventuali reperti rimossi alle autorità. La rimozione di questi comunque è severamente proibita e sanzionata per legge, anche perché non è di alcun aiuto ai fini di una eventuale identificazione del relitto stesso.

## Ricerca

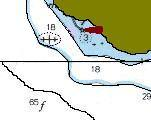
Esempio di carta nautica con relitto

Per effettuare un'immersione su un relitto, il sub ha bisogno di alcune informazioni fondamentali. Per prima cosa bisogna avere il punto esatto dell'affondamento, nel caso fosse approssimativo comporterebbe la ricerca. Un metodo semplice è quello di legare una cima alla base del pedagno o dell'àncora, ed iniziare a perlustrare il fondo in modo concentrico, allontanandosi di circa 5 metri dal centro di volta in volta si conclude un giro. Una soluzione efficace è quello di consultare una carta nautica, meglio se in scala 1:25.000 (scala molto dettagliata).
Qualora si disponesse di un GPS, basterebbe rilevare sulla carta le coordinate e raggiungerle con l'aiuto dell'apparecchio.
Per la localizzazione dei relitti segnalati è importante anche un ulteriore controllo in base alla batimetrica del relitto stesso, in quanto le carte a volte potrebbero riportare delle inesattezze dovute ad errori tipografici o a rilevamenti non del tutto esatti.
Un altro strumento molto usato per rilevare la profondità è l'ecoscandaglio. Questo strumento sfrutta l'eco di ritorno di un segnale acustico ad alta frequenza lanciato verso il fondo, e rimbalzante su di esso, fa ritorno al trasduttore, ed infine si possono osservare sul display le informazioni.
Esso riproduce più o meno fedelmente il fondo marino, in quanto il segnale emesso si diffonde secondo un profilo conico; più è lontano il fondale, più ampia sarà la sezione di cono che lo colpisce. Con modelli più avanzati tecnologicamente è possibile riconoscere il tipo di fondale, roccioso o morbido e rilevare la presenza di pesci, valutandone le dimensioni. È anche possibile avere in alcuni modelli una visione tridimensionale del fondale ed addirittura rilevare la sagoma del relitto stesso.

## Penetrazione nel relitto
La prima regola di ogni penetrazione nei relitti è non improvvisare mai, ma pianificare tutto e seguire scrupolosamente la pianificazione.
Una volta trovato il relitto si può procedere con la penetrazione all'interno dello stesso. Per questa viene utilizzato un filo d'arianna, che consiste in un rocchetto o mulinello su cui è avvolta una sagola galleggiante di colore chiaro, il cui capo viene fissato al punto di partenza ove si intende ritornare.
Il rocchetto viene trasportato dal sub durante l'esplorazione e srotolato mano a mano che si procede, così da risultar facile ritrovare la via di ritorno. Nelle immersioni su relitto il filo di Arianna è come un cordone ombelicale tra l'ancora dell'imbarcazione ed il relitto.
L'esplorazione di un relitto è una manovra pericolosa, da non eseguire mai da soli: è meglio essere accompagnati da un altro sub o da guide esperte.